# NGC 3125
NGC 3125 је елиптична галаксија у сазвежђу Шмрк (Пумпа) која се налази на NGC листи објеката дубоког неба.
Деклинација објекта је - 29° 56' 8" а ректасцензија 10h 6m 33,2s. Привидна величина (магнитуда) објекта NGC 3125 износи 12,5 а фотографска магнитуда 13,5. NGC 3125 је још познат и под ознакама ESO 435-41, MCG -5-24-22, AM 1004-294, TOL 3, IRAS 10042-2941, PGC 29366.